# Zingiber bisectum
Zingiber bisectum är en enhjärtbladig växtart som beskrevs av Ding Fang. Zingiber bisectum ingår i släktet Zingiber och familjen Zingiberaceae. Inga underarter finns listade i Catalogue of Life.